# Ensemble Musica Nova
L'Ensemble Musica Nova est un ensemble vocal lyonnais de musique ancienne réunissant aujourd’hui des chanteurs et parfois aussi des instrumentistes autour de Lucien Kandel, chanteur, conducteur et directeur artistique depuis 2003. 
L'Ensemble présente des programmes qui vont du Moyen-Âge au Baroque, avec, parfois, des incursions amusées vers d’autres époques ou univers. Il aborde avec une très grande rigueur la reconstitution historique, travaillant sur les manuscrits originaux. Ce travail sur les documents d’époque se fait notamment par une réflexion sur les règles musicales de l’époque (musica ficta, prononciation…) et la prise de décision de la couleur sonore souhaitée. 
L’Ensemble Musica Nova s’est produit sur les plus prestigieuses scènes nationales et internationales, et a enregistré des disques dont certains font figure de référence, notamment des œuvres de Guillaume de Machaut, Guillaume Dufay, ainsi que l'énigmatique Missa Cuiusvis Toni de Johannes Ockeghem.

## Discographie
- Guillaume de Machaut - Les Motets
- Guillaume Dufay - Flos Florum (2005)
- Johannes Ockeghem - Missa Cuiusvis toni (2007)
- Guillaume de Machaut - Ballades (2009)
- Guillaume de Machaut - In memoriam, Messe de Nostre Dame (2010)
- Johannes Ockeghem - Missa Prolationum (2012)
- Josquin Desprez - Se congie prens, Chansons à cinq ou six parties (2013)
- J. Handl - Motets (2017)